# Dysimia fuscoclypeata
Dysimia fuscoclypeata är en insektsart som beskrevs av Ronald Gordon Fennah 1952. Dysimia fuscoclypeata ingår i släktet Dysimia och familjen Derbidae. Inga underarter finns listade i Catalogue of Life.